# Campionat del Món de futbol sala de l'AMF masculí
El Campionat del Món de futbol sala de l'AMF és una competició esportiva de seleccions nacionals de futbol sala. De caràcter quatriennal, és organitzada per l'Associació Mundial de Futsal (AMF). Des de la seva primera edició, el 1982, fins a la setena fou organitzzada per la Federació Internacional de Futbol Sala (FIFUSA).

## Historial
| En negreta = Selecció campiona (prò.) = Pròrroga (pen.) = Penals |

| I Detalls    | 1982 | Brasil    | 1–0                    | Paraguai  | Uruguai   | 0–0 (prò.) (2–1, pen.) | Colòmbia   | Brasil      |             |
| II Detalls   | 1985 | Brasil    | 3–1                    | Espanya   | Paraguai  | 10–3                   | Argentina  | Espanya     | [ 2 ]       |
| III Detalls  | 1988 | Paraguai  | 2–1                    | Brasil    | Espanya   | 3–2                    | Portugal   | Austràlia   |             |
| IV Detalls   | 1991 | Portugal  | 1–1 (prò.) (3–2, pen.) | Paraguai  | Brasil    | 3–2                    | Bolívia    | Itàlia      |             |
| V Detalls    | 1994 | Argentina | 2–1 (prò.)             | Colòmbia  | Uruguai   | 1–0                    | Brasil     | Argentina   |             |
| VI Detalls   | 1997 | Veneçuela | 4–0                    | Uruguai   | Brasil    | 4-1                    | Rússia     | Mèxic       |             |
| VII Detalls  | 2000 | Colòmbia  | 3–3 (prò.) (3–1, pen.) | Bolívia   | Argentina | 6–6 (prò.) (6–5, pen.) | Rússia     | Bolívia     |             |
| VIII Detalls | 2003 | Paraguai  | lligueta               | Colòmbia  | Bolívia   | lligueta               | Perú       | Paraguai    |             |
| IX Detalls   | 2007 | Paraguai  | 1–0                    | Argentina | Colòmbia  | 6–4                    | Perú       | Argentina   |             |
| X Detalls    | 2011 | Colòmbia  | 8–2                    | Paraguai  | Argentina | 8–4                    | Rússia     | Colòmbia    |             |
| XI Detalls   | 2015 | Colòmbia  | 4–0                    | Paraguai  | Argentina | 7–1                    | Bèlgica    | Bielorússia |             |
| XII Detalls  | 2019 | Argentina | 3–2                    | Brasil    | Paraguai  | 11–1                   | Sud-àfrica | Argentina   |             |
| XIII Detalls | 2023 | Paraguai  | 6–1                    | Uruguai   | Colòmbia  |                        | Catalunya  | Mèxic       | [ 3 ] [ 4 ] |